# Weinmannia macrostachya
Weinmannia macrostachya là một loài thực vật có hoa trong họ Cunoniaceae. Loài này được DC. miêu tả khoa học đầu tiên.